# Arrondissement di Thann-Guebwiller
L'arrondissement di Thann-Guebwiller è una suddivisione amministrativa francese, situata nel dipartimento del Basso Reno e nella regione del Grand Est. Nacque il 1º gennaio 2015 dall'arrondissement di Thann e da quello di Guebwiller.

## Composizione
L'arrondissement di Thann-Guebwiller raggruppa 141 comuni in 5 cantoni:
- cantone di Cernay
- cantone di Ensisheim
- cantone di Guebwiller
- cantone di Masevaux
- cantone di Wintzenheim.